# 1979 en hockey sur glace
Cette page présente les éléments de hockey sur glace de l'année 1979, que ce soit d'un point de vue rencontres internationales ou championnats nationaux. Les grandes dates des différentes compétitions sont données ainsi que les décès de personnalités du hockey mondial.

## Amérique du Nord

### Ligue nationale de hockey
- 10 octobre : contre les Blackhawks de Chicago, Wayne Gretzky des Oilers d'Edmonton inscrit son premier point de sa carrière dans la LNH sur une passe décisive pour un but de Kevin Lowe, le premier but de l'histoire de la franchise dans la nouvelle ligue[1].
- Les Canadiens de Montréal remportent la Coupe Stanley 1978-1979 face aux Rangers de New York, 4 victoires à 1.

### Association mondiale de hockey
Dissolution de la ligue, les Oilers d'Edmonton, les Whalers de Hartford, les Nordiques de Québec et les Jets de Winnipeg intègre la LNH.

### Ligue américaine de hockey
- 11 mai : les Mariners du Maine remportent leur deuxième Coupe Calder en deux saisons dans la LAH.

### Ligue canadienne de hockey
- Les Petes de Peterborough remportent la Coupe Mémorial face aux Wheat Kings de Brandon.

## Europe

### Compétitions internationales
- 29 août : le CSKA Moscou est champion d'Europe[2].
- 30 décembre : le Krilija Sovetov Moscou remporte la Coupe Spengler[3].

### Allemagne
- Le Kölner EC remporte la I. Bundesligua[4].

### Finlande
- Le Tappara Tampere remporte la SM-liiga[5].

### France
- 29 avril : Chamonix remporte son 30e titre de champion de France[6].

### Suède
- Le MoDo Hockey remporte son premier titre de Champion de Suède[7].

### Suisse
- Le CP Berne remporte la Ligue Nationale A[8].

### Tchécoslovaquie
- Le Slovan Bratislava remporte la I. Liga[9].

### URSS
- Le CSKA Moscou remporte la Vyschaïa Liga[10].

### Autres pays
- Le Casco Viejo Bilbao est Champion d'Espagne[11].
- Le Ferencvárosi TC Budapest est Champion de Hongrie[12].
- Le Podhale Nowy Targ est Champion de Pologne[13].

## International
- 3 janvier : l'URSS est championne du monde juniors[14].
- 27 avril : l'URSS remporte le titre de championne du monde[15].

## Autres Évènements

### Fondation de club
- Adirondack Red Wings (États-Unis)
- EC Bauland Götzens (Autriche)
- EHC Neuwied (Allemagne)
- EHC Zunzgen-Sissach (Suisse)
- Haukat Järvenpää (Finlande)
- HC Draci Bilina (Republique tchèque)
- Roki Hockey (Finlande)
- S-Hockey Team (Finlande)
- Snow Brand (Japon)
- Starbulls Rosenheim (Allemagne)

### Intronisations
Le Temple de la renommée du hockey intronise :
- Gordon W. Juckes
- Bobby Orr
- Henri Richard
- Harry Howell
- Gordon Juckes

### Décès
- Le 11 février, décès de Ty Arbour, troisième capitaine de l'histoire des Blackhawks de Chicago.